# ديكارتية

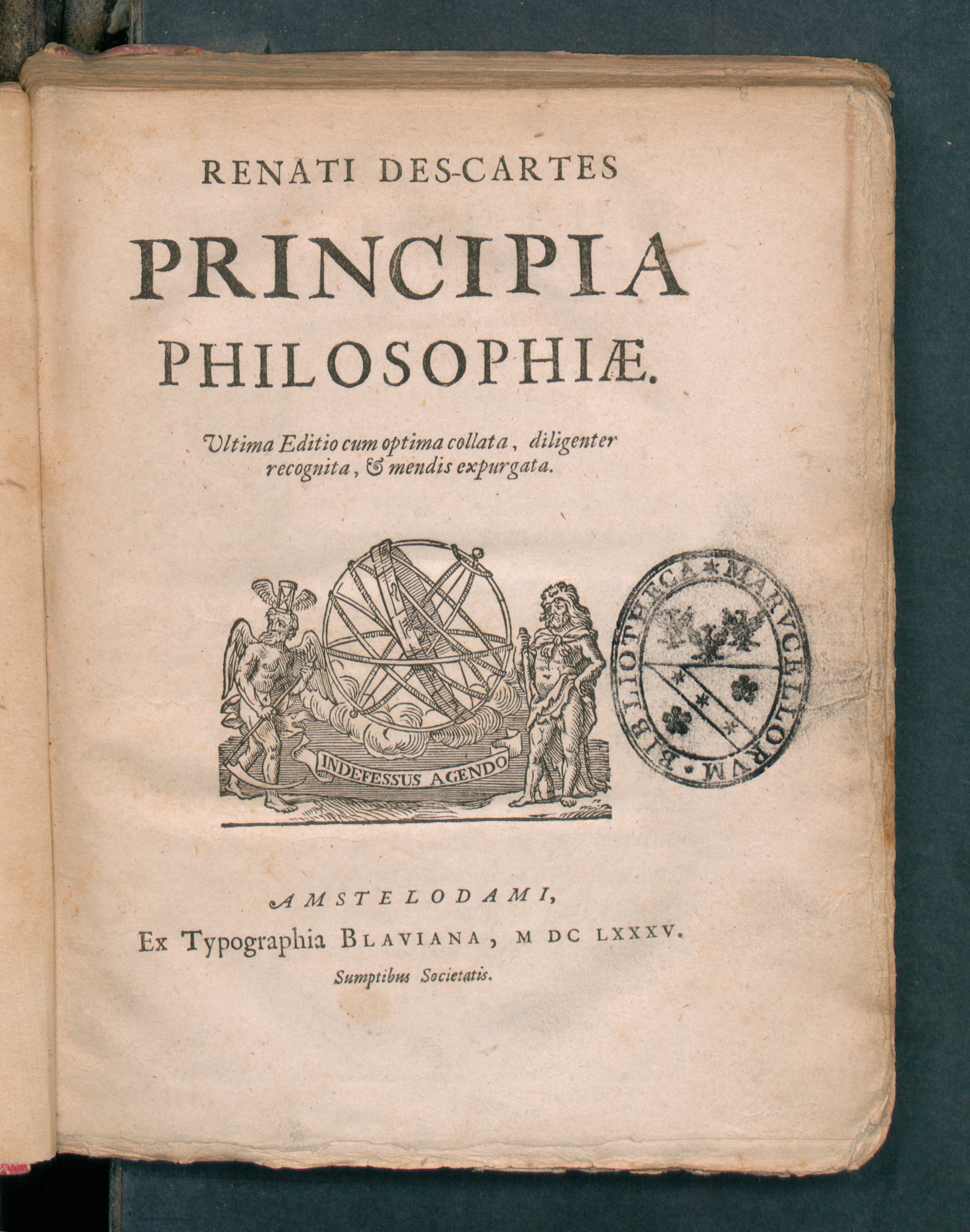
Principia philosophiae, 1685

تنسب الفلسفة الديكارتية إلى ديكارت الفيلسوف الذي اعتمد على العقل في تأسيس فلسفته. نظرية المعرفة أو المنهج الديكارتي هو المنهج الجديد في الفلسفة، وبسببه سمي ديكارت بـ«أبو الفلسفة الحديثة»، ويقوم المنهج الديكارتي على أساسين، هما:
1. البداهة: أي التصور الذي يتولد في نفس سليمة منتبهة عن مجرد الأنوار العقلية.
2. الاستنباط: أي العملية العقلية التي تنقلنا من الفكرة البديهية إلى نتيجة أخرى تصدر عنها بالضرورة.

ويستند المنهج الديكارتي إلى أربع قواعد هي:
1. التسليم بيقينية المبادئ التي تبدو للعقل بسيطة وواضحة، لا تثير يقينيتها أي شك.
2. تقسيم كل مشكلة إلى أجزائها.
3. الانتقال المنظم من المعروف والمبرهن عليه إلى المجهول، الذي يتطلب البرهان.
4. عدم إغفال أي من مراحل البحث المنطقية.

عادة ما يرتبط اسم ديكارت بموضوع الشك
فالشك هو أساس الديكارتية وهو الذي يقوم عليه التفكير العقلاني.
وحلت الفلسفة الديكارتية القائمة على التحليل العقلي والمنطقي (الكوجيتو) والقائمة على مبدأ الشك كوسيلة للوصول إلى العلم محل الهرطقية القائمة على مبدأ الخرافة والاساطير والمفاهيم الغيبية التي تفسر الظواهر

## مفهوم الشخص في الفلسفة الديكارتية
لعل أكبر حدث في تاريخ البحث الفلسفي المتعلق بسبر أغوار النفس الإنسانية منذ عهد سقراط الذي دعا الإنسان إلى معرفة نفسه هو اكتشاف مبدأ الكوجيطو على يد الفيلسوف الفرنسي روني ديكارت. يمثل هذا الحدث ثورة حقيقية في حقل الممارسة النظرية التي تجعل من التفكير موضوعا لها. ولفهم هذه الثورة لابد من إلقاء ولو نظرة خاطفة على تاريخ هذه الممارسة قبل مجيء ديكارت ليتسنى لنا إدراك وفهم مدى عمق التغير الذي أحدثه «أب العقلانية الحديثة» في النظرة إلى الذات المفكرة وطريقة التفكير فيها. ولتحقيق هذا الغرض نرى أنه من الضروري التذكير بالخطوط العريضة لنظريات المعرفة لدى أكثر الفلاسفة السابقين شهرة من أجل مقارنتها مع نظرية ديكارت. وسوف يتم التركيز على نظرية المعرفة لدى كل من أفلاطون وأرسطو الذين كان لهما تأثير كبير في تاريخ الفكر على امتداد قرون عديدة.
ترتكز نظرية المعرفة الأفلاطونية على مصادرة أساسية مفادها أن المعرفة تتحقق من خلال الانتقال والارتقاء التدريجي من المعطى المحسوس إلى النموذج المعقول، حيث تميل الذات العارفة تدريجيا إلى التجرد من كل ما له علاقة بالعالم المحسوس من أجل الاتصال بالعالم المعقول والارتقاء في مراتب المعرفة إلى أن يصل العقل إلى غايته القصوى وهي المشاركة في انسجام العالم المعقول وتناسقه الرياضي. وإذا كان أفلاطون قد جعل من العدد والماهيات الرياضية المبدأ الذي يقوم عليه انسجام العالم المعقول، فلأن العلاقات الرياضية في نظره تظل على الدوام ثابتة لا تتغير، وهو ما يفسر خلود العالم. إن فعل المعرفة هنا لا يختلف عن فعل الوجود، إنه فعل المشاركة في الوجود؛ فقد أوضح أفلاطون في كتابه «الجمهورية» كيف ينبغي أن يكون النظام الاجتماعي لكي يتسنى للإنسان العيش في انسجام مع العالم المعقول كما يتصوره الحكماء.
ومن هنا يمكن أن نفهم لماذا أصبح الأفلاطونيون يولون أهمية قصوى لدور الصورة في عملية المعرفة، وأصبحت معرفة الموجودات عندهم تعني مشاركتها في صورها أو نماذجها المثلى. ولما كانت الصورة هي التي تنقل الشيء من الوجود بالإمكان إلى الوجود بالفعل، ولما كانت تمثل حقيقة الشيء أو جوهره، أمكن القول بأن فعل المعرفة كفعل الوجود، وهو ما عبر عنه المفكر الأمريكي Pedro Amaral بقوله: To know something is just like being something ويعني ذلك، حسب قوله، أن المعرفة هي المشاركة في الوجود. وتعني المشاركة أسلوبا في الحياة ينسجم مع مبادئ الوجود الحقيقي. يتمثل فعل المعرفة، إذن، في قدرة العقل على أن يصبح كموضوعه، أو أن يكون مطابقا لموضوعه ومتماثلا معه، هذا مع العلم أن موضوع الفلسفة اليونانية هو الوجود بما هو موجود حسب تعبير أرسطو.
ينسجم هذا التصور للمعرفة إلى حد ما مع نظرية المعرفة الأرسطية. تتبلور المعرفة في نظر أرسطو من خلال تشكل صورة الشيء في العقل. فإذا كان العقل يدرك صور الأشياء، فإن تلك الصور تساهم بشكل أساسي في تشكل العقل. وهكذا يصبح العقل كموضوعه. ولذلك كان معيار الحقيقة في الفلسفة الأفلاطونية والفلسفة الأرسطية على حد سواء هو معيار التطابق أو التماثل بين الفكرة والموضوع.
وما قام به ديكارت هو أنه غير هذا التصور للمعرفة وكيفية تحققها رأسا على عقب: أفرغ العقل والعالم من الصور، وألقى بمبدأ التماثل جانبا وعوضه بعملية التمثل الذهني représentation؛ لم تعد المعرفة تتحقق من خلال تماثل العقل مع موضوعه، بل من خلال التمثل الذهني للموضوع بطريقة لا مكان فيها للتماثل الطبيعي. وإذا كانت غاية المعرفة في النظرية الأفلاطونية-الأرسطية هي تحقيق التماثل بين العقل والموضوع، فإن ديكارت انتقل بالمعرفة إلى مستوى أرقى من مستوى الإحاطة بالموضوع: لم يقف عند حدود تمثل الموضوع، بل جعل من التمثلات الذهنية نفسها موضوعا للتأمل العقلي، وبذلك دفع بعملية المعرفية إلى مستوى الميتا méta وهو التفكير في التفكير، وقادته تجربته الوجودية إلى اكتشاف بعد جوهري جديد من أبعاد الوجود الإنساني، ألا وهو الوعي conscience. ولأول مرة في تاريخ الفلسفة، ربما بعد ابن سينا (أنظر مقالتنا: «تطور مفهوم النفس من المعلم الأول إلى الشيخ الرئيس»)، أصبحت لهذا المفهوم دلالة تتجاوز معنى الإدراك الباطني الفوري المباشر، إلا أن ديكارت لم يحدد دلالته بشكل صريح، وظل يركز على بيان أهمية الوعي ودوره في حياة الإنسان.
الوعي باعتباره حجر الزاوية في بنية الشخص لدى ديكارت
يمثل الوعي في نظر ديكارت الصفة المميزة للإنسان، والعنصر الحاسم في تصوره لمفهوم الشخص، وتكمن وظيفته في كونه يمكننا من الإدراك الفوري للذات المفكرة.
يرى ديكارت بأن أكثر الأشياء وضوحا في هذا العالم هي الأفكار، وتنطوي تأملاته على مصادرة صريحة إلى هذا الحد أو ذاك مفادها أن هناك نوعا خاصا من النشاط المعرفي الذي يجعلنا على اتصال بتفكيرنا ويمكننا من التعرف عليه والإحاطة به والتحكم فيه، وبذلك تنكشف لنا طبيعة الفكر وطبيعة الذات المفكرة. وهذا مثال يوضح هذه الفكرة: يستطيع زيد أن يستوعب ويفهم عملية حسابية كعملية الجمع مثلا: 2+2=4 وهذه العملية الحسابية هي سلسلة من عمليات التفكير، وعندما نتأمل هذه السلسلة تنجلي طبيعة التفكير وطبيعة الذات المفكرة والموضوع المفكَّّر فيه، وهذه الأقانيم الثلاث هي مظاهر تجربتنا الذهنية. ولا يحتاج المرء إلى بذل أي مجهود لمعرفة أصل هذه التجربة المتمثل في الأنا المفكرة، أو الأنا الديكارتي، فهي تكشف عن نفسها بنفسها، ولا تستمد وجودها إلا من ذاتها باعتبارها ذاتا مفكرة، وهذه الذات مكتفية بذاتها، لا تحتاج في وجودها إلى شيء آخر. ولذلك لزم أن تكون السمة المميزة للشخصية هي الحرية. فالشخص الذي حصل له الوعي بذاته باعتباره ذاتا مفكرة، هو بالضرورة كائن حر.
وهكذا أصبح مفهوم الوعي عند ديكارت مرادفا لمفهوم الحرية..ذلك لأن الوعي يوجد في استقلال عن الجسد ولا يتأثر بالعامل البيولوجي ولا بعوامل المحيط الخارجي. ولكي تتضح الفكرة أكثر لابد من استعراض تصور ديكارت للإنسان، وهو ما يستلزم تسليط بعض الأضواء على المبادئ أو المصادرات الأساسية التي تقوم عليها فلسفته (*).
ذكرديكارت في رسالتين وجههما للملكة إليزابيت بتاريخ 21 مايو و28 يونيو من عام 1643- واللتان يمكن اعتبارهما بمثابة ملخص مركزلنتائج «التأملات»- أن فلسفته الميتافيزيقية تقوم على ثلاثة مفاهيم أولية، تمثل في نظره المرتكزات الأساسية لكل معرفة إنسانية، وهي المفاهيم التيلدينا عن الروح، والجسد، والعلاقة بين الروح والجسد: يتعلق المفهوم الأول بتصورناللروح، ويشمل العقل والإدراك الحسي والإرادة ومختلف النوازع الانفعالية؛ ويتعلق المفهوم الثاني بتصورنا للجسم، وهو مفهوم الامتداد الذي تُرَد إليه أشكال الأجسام وهيئاتها وحركاتها؛ ويتعلق المفهوم الثالث بالعلاقة بين الروح والبدن، وهو مفهوم الوحدة التي تتجلى من خلال قدرة الروح على تحريك البدن، وقدرة البدن على التأثير في الروح وإثارة انفعالاتها.
يقوم تصور ديكارت للوجود بصفة عامة على ثنائية الروح والجسد: هناك، من جهة، عالم داخلي ذو طبيعة روحية ومن خصائصه التفكير وعدم الامتداد في المكان، ويشمل الأفكار والمعتقدات والانطباعات الحسية وكل التجارب الذاتية؛ وهناك، من جهة أخرى، عالم خارجي ذو طبيعة مادية، وما يميزه هو الامتداد وانتفاء القدرة على التفكير، ويشمل الأجسام الطبيعية والقوى الفيزيائية. وينطبق مبدأ ثنائية الوجود على الإنسان نفسه، وتتجلى من خلال ازدواجية الروح والبدن.

## تأملات ديكارتية
هوسرل هو فيلسوف من أشد مأيدين المنهج الديكارتى إن العلاقة بين الديكارتية والفينومينولوجيا بقدر ما هي علاقة إشكالية نقدية هي علاقة وطيدة، فديكارت هو بالنسبة لهوسرل الفيلسوف الذي قام بأهم اكتشاف في تاريخ الفلسفة أي اكتشاف قارة الكوجيتو، كما أنه يسمي الفينومينولوجيا في متنه هذا بكونها «ديكارتية جديدة». غير أن هذا لا يعني أن الفلسفة الهوسرلية مجرد طبعة جديدة للفلسفة الديكارتية، بل ثمة اختلاف منهجي وفلسفي ملحوظ بين المشروع الفلسفي الهوسرلي والمشروع الديكارتي فإذا كان ديكارت ينطلق من الشك، وإذا كان هذا الشك الديكارتي يطال وجود العالم فإن هوسرل ينطلق من «الإيبوخي» أي من التعليق، أي وضع العالم بين قوسين للإمساك بالشعور، ليتمكن بعد ذلك من نزع الأقواس عن العالم ودراسته كموضوع شعور. وإذا كان الحدس الديكارتي هو أساس حدس الكوجيتو، فإن الحدس الهوسرلي هو فضلاً عن ذلك إنصات إلى الأشياء ذاتها بالعود إليها. كما أن مدلول الأشياء لا يعني، عند هوسرل، الموضوعات الحسية بمدلولها الوضعي، بل الشيء عند هوسرل هو الظاهرة ومحتواها العقلي، أي الظاهرة والماهية. إلا أن هذا العود إلى الأشياء ذاتها ليس خروجاً من الكوجيتو أو ارتحالا عن أرضه، بل ليس ثمة -حسب هوسرل- فاصل بين الكوجيتو والكوجيتاتوم بين النويز والنويم. وهذا التعالق والتلازم يرتقي بالفينومينولوجيا إلى مستوى الثورة على نظرية المعرفة التقليدية ببنياتها الموروثة التي عادة ما تفصل بين الذات والموضوع، وهي ثورة تسعى على المستوى الإبستمولوجي إلى تجاوز الاستحالات التي تسقط فيها نظرية المعرفة التقليدية بفواصلها تلك.إلا أن هذا الارتباط بالكوجيتو وعدم الارتحال عنه له في الفكر الفينومينولوجي مدلول نقدي من جهة علاقة الفينومينولوجيا بالديكارتية. فالموقف النقدي من ديكارت يمس بالضبط النوى المفهومية المركزية في الديكارتية أي الكوجيتو: فهوسرل يرى أن ديكارت لم يقدر قيمة هذا الاكتشاف، ولم يسكن قارة الكوجيتو، وذلك بسبب تشغيله للمنهج الرياضي فاستحال الكوجيتو عنده إلى مقدمة استنباطية ليس غير، بينما كان عليه -حسب هوسرل- أن يسكن الكوجيتو ويقيم بداخله، ويستكشفه.وهذا هو المشروع الفلسفي الهوسرلي في متنه هذا «تأملات ديكارتية»، إنه إذا أردنا اختصاره في أوجز تعبير يمكن أن نقول: إنه استكشاف الكوجيتو.
فماذا يجد هوسرل بداخل الكوجيتو؟
إنه يجد كل شيء: فالكوجيتو حسب هوسرل ليس فقط «أنا أفكر» بل فيه أيضا موضوع التفكير، وهو أيضا كينونة متعالية، بل وذاتية بينية متعالية، تحضر بداخلها ذوات متعددة. وهذا الاستحضار للغير داخل الكوجيتو يعتبره هوسرل تجاوزا للسقوط في الأنا وحدية التي انزلق فيها كوجيتو ديكارت.
وفي هذا التمهيد، الذي نقدم في ما يلي ترجمته الكاملة، نجد بالإضافة إلى علاقة الفينومينولوجيا بالديكارتية. قراءة هوسرلية لوضعية الفلسفة والعلم في بداية القرن العشرين، تلك الوضعية التي يصفها ب«الأزمة» والتي يعتبر أن الحل الأساسي لتجاوزها هو إعادة تأسيس الفلسفة والعلوم السائدة على أساس فلسفي جديد/قديم، أساس يتم تحصيله باستعادة التأمل الديكارتي، وتشغيله من جديد، وتجنيبه المزالق التي سقط فيها ديكارت.
فلننصت إليه يتحدث عن ماهية «التأملات الديكارتية» وقيمتها.
النص
تمهيد
1. «تأملات ديكارت» نموذج أصيل للعود الفلسفي إلى الذات:

إنني أشعر بالسعادة لتمكني من الحديث عن الفينومينولوجيا المتعالية في هذه الدار الموقرة المتميزة بين كل الدور التي يزدهر فيها العلم الفرنسي.وإن لدي أسبابا خاصة تفسر شعوري هذا، تتمثل في كون الدفعات الجديدة التي تلقتها الفينومينولوجيا إنما يرجع الفضل فيها إلى رونيه ديكارت، مفكر فرنسا الأكبر، إذ من خلال دراسة «تأملاته»، استطاعت الفينومينولوجيا الناشئة حديثاً أن تتحول إلى نموذج جديد للفلسفة المتعالية، إلى درجة يمكن أن نسميها على وجه التقريب ديكارتية جديدة، على الرغم من كونها وجدت نفسها مضطرة إلى استبعاد -تقريبا- كل المضمون المذهبي المعروف عن الديكارتية، ومضطرة إلى تبديل بعض القضايا الديكارتية تبديلا جذريا.
وبالنظر إلى هذه الاعتبارات أعتقد أنه باستطاعتي ن أكون واثقا، سلفاً، في أنني سأجد لديكم حفاوة مشجعة، إذا ما اخترت كنقطة انطلاق لي، من بين الموضوعات التي تعالجها تأملات في الفلسفة الأولى، تلك الموضوعات التي لها قيمة خالدة، في نظري، وخاصة إذا ما حاولت أن أحدد فيما بعد السمات المميزة للتحولات والتجديدات التي أدت إلى ميلاد المنهج والقضايا المتعالية.
ما يلفت انتباه كل مبتدئ في الفلسفة هو نظام أفكار «التأملات»، وتسلسلها المدهش، فلنذكر هنا بالفكرة الموجهة لهذه التأملات: إنها تهدف إلى إصلاح جذري للفلسفة، بحيث تصبح علماً قائماً على أسس مطلقة، وإن هذا الهدف يتطلب، حسب ديكارت، إصلاحات موازية في كل العلوم، لأن -هذه العلوم- ليست في نظره سوى الأجزاء التي يتكون منها العلم الكلي، أي الفلسفة. ولا يمكن لهذه العلوم أن تصبح علوما بحق إلا باندراجها داخل الوحدة النسقية للفلسفة. والحال أنه إذا نظرنا إلى هذه العلوم، في سياق تطورها التاريخي، سنلاحظ أن الذي ينقصها هو خاصية الحقيقة، تلك الخاصية التي تسمح لها بأن ترجع كلها في نهاية التحليل إلى حدوس مطلقة لا يمكن تخطيها. لهذا يصبح من الضروري إعادة تأسيس البناء الذي يمكن أن يطابق فكرتنا عن الفلسفة كوحدة كلية للعلوم، والقائمة على أساس مطلق. إن ضرورة إعادة البناء هذه، التي فرضت نفسها على ديكارت، تجسدت لديه في شكل فلسفة متجهة نحو الذات.
حقا لابد، في البداية، لكل من يريد أن يصبح فيلسوفاً أن يعود إلى ذاته ولو مرة واحدة أثناء حياته، وأن يحاول في داخل ذاته قلب كل المعارف التي سلم بها حتى ذلك الحين، ثم بعد ذلك يحاول إعادة بنائها من جديد. إن الفلسفة -الحكمة- هي على نحو ما عمل شخصي بالنسبة للفيلسوف، فالفلسفة ينبغي أن تنشأ بوصفها فلسفته، وأن تكون حكمته هو، ومعرفته الخاصة، التي على الرغم من أنها تنزع نحو ما هو كوني، فإنها يجب أن تظل نتيجة لتحصيله الشخصي، وأن يكون بمقدوره تبريرها، من ولها وخلال كل مرحلة من مراحلها، باعتماد على حدوسه المطلقة. ومنذ اللحظة التي قررت فيها السعي نحو هذه الغاية، هذا القرار الذي هو وده القادر على أن يكفل لي الحياة والنمو الفلسفيين، فإنني أكون ضمنيا قد اعترفت في الوقت نفسه بما في معرفتي من فقر. ومنذ تلك اللحظة تبين لي أنه لابد أن أتساءل ابتداء: كيف يتأتى لي إيجاد منهج يمنحني طريقا أسلكه فأصل إلى العلم الحقيقي. إن تأملات ديكارت إذا ليست مجرد عمل خاص بالفيلسوف ديكارت وحده، ولا هي بالأحرى مجرد أسلوب أدبي استعمله لعرض رؤاه الفلسفية. بل إن هذه التأملات -هي على العكس من ذلك- ترسم النموذج الأصيل لنوع التأملات الضروري لكل فيلسوف يبدأ عمله، والتي هي وحدها الكفيلة بتوليد فلسفة ما.
وإذا التفتنا الآن إلى محتوى «التأملات»، الذي يبدو غريبا بالنسبة لنا حاليا، سنجد فيه عودا ثانيا إلى «أنا» الفيلسوف، بمعنى جديد وأكثر عمقا، وهو عود إلى «أنا» الأفكار الخالصة. ويتم هذا العود بمنهج الشك الشهير والمدهش. ومادام لا يعرف له هدفا غير الوصول إلى معرفة مطلقة، فهو لذلك يمتنع عن الاعتراف بالوجود لأي شيء، ما لم يكن هذا الشيء في مأمن تام من كل ما يمكن أن يضعه موضع الشك. إنه يخضع كل ما يبدو مؤكدا في عالم التجربة والفكر إلى نقد منهجي، من جهة إمكانيات الشك التي يمكن أن يستحضرها، ويحاول اكتساب مجموعة من المعطيات البدهية بداهة مطلقة، وذلك بنفي كل ما يمكن أن يؤدي إلى الشك فيها. وإذا طبقنا هذا المنهج على يقين التجربة الحسية التي يعطى لنا فيها العالم في الحياة اليومية، سنرى أن هذا اليقين لا يثبت بتاتا أمام النقد. ولذا فإنه في هذه المرحلة الأولية، لابد من وضع وجود العالم موضع التعليق. أما فيما يخص الحقيقة المطلقة، التي لا يشوبها شك، فإن الذات المتأملة لا تستبقي سوى ذاتها، وذلك من حيث هي أنا خالص لأفكارها، إنها تحتفظ بذاتها وكأنها موجود لا يمسه شك، ويستحيل حذفه من الوجود، حتى ولو كان هذا العالم غير موجود. وابتداء من هذه اللحظة فإن الأنا الذي تم إرجاعه على هذا النحو سيحقق نمطا من التفلسف هو نمط الأنا وحدي، وسيتجه نحو البحث عن طريق برهانية يستطيع أن يجد من خلالها في داخله الخاص خارجية موضوعية. إننا نعلم كيف نهج ديكارت مبتدئا بالاستدلال على وجود الله، وحقيقته، ليستنبط موضوعية الطبيعة، وثنائية الجواهر المتناهية، وبكلمة موجزة، إننا نعلم كيف استنبط الأرضية الموضوعية للميتافيزيقا وللعلوم الموضوعية، كما استنبط هذه العلوم نفسها. وكل هذه الاستدلالات تتم باتباع المبادئ المحايثة للأنا، التي هي مبادئ فطرية فيه.
1. ضرورة إنجاز بداية جديدة وجذرية في الفلسفة:

إن كل ما ذكرناه هو من فعل ديكارت. بيد أننا نتساءل: هل يستحق الأمر أن نتعب أنفسنا في سبيل الكشف عن معنى خالد يكمن خلف هذه الأفكار؟ وهل تزال لهذه الأفكار قدرة على دفق قوى جديدة وحية في زماننا هذا؟
إنها بالتأكيد واقعة تدفع نحو التفكير: فالعلوم الوضعية لم تعر «التأملات» كثير اهتمام، مع أن هذه التأملات كانت تهدف إلى أن تقدم لها الأساس العقلي المطلق. صحيح إن هذه العلوم أخذت تشعر اليوم في سياق تطورها بالغموض الذي يلف أسسها ذاتها، بعد التطور الرائع الذي شهدته خلال القرون الثلاثة السابقة. لكنها رغم ذلك لم تحاول الرجوع إلى «تأملات ديكارت» حتى في الإطار الذي تحاول فيه تجديد أسسها. وإن الذي يسترعي الانتباه، من جهة أخرى، هو أن تصبح «التأملات» معاصرة في حفل الفلسفة الآن، وأن يكون هذا بمنحى خاص جدا، وهذا راجع بالضبط إلى ما تحمله هذه «التأملات» من عود إلى «الأنا أفكر» الخالص. فديكارت يفتتح بتأملاته نمطا جديدا في التفلسف، إذ بمجيئه غيرت الفلسفة وجهتها تغييرا كليا، وانتقلت بنقلة جذرية، من الموضوعية الساذجة إلى الذاتية المتعالية، تلك الذاتية التي يبدو أنها في سير حثيث نحو التشكل في صورة نهائية، على الرغم من كون المحاولات المتجددة باستمرار، والتي كانت تسعى إلى تحقيق هذا الهدف، كانت دائما ناقصة. لكنني أتساءل هنا: أيمكن أن يكون هذا السعي الدائم خلوا من معنى خالد؟ ألا يحملنا التاريخ هذه المهمة النبيلة فنكون من ثم مدعوين نحن جميعا إلى المشاركة في إنجازها؟
إن حالة الانقسام التي توجد عليها الفلسفة حاليا، والنشاط المضطرب الذي تبذله، يدعونا إلى التفكير فانطلاقا من منظور الوحدة العلمية لا تزال الفلسفة الغربية، منذ منتصف القرن الأخير، في حالة من الانحطاط البين، بالمقارنة مع العهود السابقة. إذ اختفت الوحدة تماما، سواء في رسم الهدف أو في وضع الإشكاليات أو تحديد المنهج. ولقد تحول الإيمان الديني عند بداية العهد الحديث إلى مجرد تعاقد خارجي، ثم ما لبث أن أمسك إيمان جديد بالإنسانية العاقلة وأخذ يرقيها: إنه الإيمان بفلسفة وعلم مستقلين. ومنذ ذلك الحين أصبح من اللازم أن توجه الثقافة الإنسانية بأكملها، وتضاء برؤى علمية، ومن ثم تصلح وتطور إلى ثقافة جديدة ومستقلة.
إلا أن هذا الإيمان الجديد ما لبث أن أصابه الفقر خلال الزمن، فكف بالتالي عن أن يكون إيماناً حقيقياً.ولم تكن هذه النتيجة بلا سبب، إذ ماذا نملك بالفعل؟إنه بدل فلسفة واحدة وحية، نملك ركاماً من التآليف الفلسفية، الذي يتنامى إلى ما لا نهاية، ولكنه مفتقر إلى الرابط الداخلي.وبدل الصراع الجاد بين النظريات المتضاربة التي تدل حتى في خصامها دلالة كافية على تضامنها الداخلي، وعلى الاشتراك في الأسس، وإيمان أصحابها الذي لا يتزعزع بفلسفة حقيقية، لدينا أشباه عروض وانتقادات، ولدينا فقط ما يشبه التعاون الحقيقي، والتعاضد في العمل الفلسفي.أما الجهود المتبادلة، والإحساس بالمسؤوليات، وروح التعاون الجاد، الذي يستهدف تحقيق نتائج ذات قيمة موضوعية، أي نتائج طهرها النقد المتبادل، وقادرة على الصمود أمام كل نقد لاحق، فليس ثمة أي شيء من هذا له وجود الآن. إذن كيف يكون بالإمكان وجود بحث وتعاون حقيقيين؟أليس هناك عدد من الفلسفات يساوي تقريبا عدد الفلاسفة ؟وبالتأكيد هناك أيضا مؤتمرات فلسفية، ولكن ليست الفلسفات هي التي تلتقي فيها، بل الذي يلتقي فيها هم الفلاسفة فقط، فالذي ينقص هده الفلسفات هو «مكان» روحي مشترك، حيث يمكنها أن تتلامس ويخصب بعضها بعضا.صحيح إن الوحدة ربما تكون محفوظة على نحو أفضل داخل بعض«المدارس» أو«الاتجاهات» ولكن هذه الانقسامية إلى مدارس هي ذاتها التي تسمح لنا بالتشبث بتقويمنا للحالة العامة التي توجد عليها الفلسفة، أو على الأقل التشبث بالنقاط الأساسية لهذا التقويم.
أليس هذا الواقع المشؤوم يشبه إلى حد بالغ، الواقع الذي صادفه ديكارت في شبابه؟أليس هذا أوان إحياء نزعته الجذرية في الفلسفة؟ألا يجب علينا إخضاع الإنتاج الفلسفي المكثف، الذي يصدر في أيامنا هذه إلى القلب الديكارتي، هذا الإنتاج المضطرب الذي اختلطت فيه التقاليد الكبيرة بالبدايات والمحاولات الجديدة، مع أبحاث أدبية دارجة، لا تجهد نفسها لكي تعطي، بل تكتفي بإحداث أثر فقط.ألا نحتاج إذاً إلى «تأملات في الفلسفة الأولى» جديدة؟ أليست هذه الفوضى التي تطبع الواقع الراهن راجعة إلى أن دفعات «التأملات» فقد فقدت ما فيها من حيوية أولى، بسبب اختفاء روح المسؤولية الفلسفية الجذرية ؟ما هو المعنى الأساسي لكل فلسفة حقة ؟أليس هو السعي إلى تخليص الفلسفة من كل حكم مسبق ممكن، لنجعل منها علما مستقلا بالفعل، علماً يتحقق بالبداهات النهائية المستمدة من الذات نفسها، والتي يجد فيها العلم تبريره المطلق؟أليست هذه الضرورة التي لا يعتقد أحد في كونها مبالغة، تنتمي إلى ماهية كل فلسفة حقة؟
لقد أدى الحنين إلى فلسفة حية، في أيامنا هذه إلى نهضات عديدة.إلا أننا نتساءل: أليست النهضة الفلسفية الوحيدة المثمرة حقا هي بطبيعة الحال تلك التي تقوم على بعث «تأملات ديكارتية» جديدة، ليست من أجل تبني هذه التأملات في كل أجزائها، ولكن من أجل الكشف عن المعنى العميق للعود الجذري إلى «الأنا أفكر» الخالص؟لكن تحيى من بعد القيم الخالدة التي تصدر عنه؟إن هذا هو على الأقل، الطريق الذي قادنا إلى الفينومينولوجيا المتعالية.
وسوف نجتاز هذا الطريق معاً، وسنبحث كفلاسفة عن نقطة انطلاق، ونحن لا نملكها بعد، فلنحاول أن نتأمل على الطريقة الديكارتية، ومن البدهي أنه يجب علينا التحلي بيقظة نقدية كبيرة وأن نكون على استعداد دائم لتغيير الفلسفة الديكارتية القديمة، حيثما تدعون الضرورة إلى ذلك.

## اقرأ أيضاً
- عقلانية (علم نفس)